# Mimela discoidea
Mimela discoidea är en skalbaggsart som beskrevs av Hermann Burmeister 1844. Mimela discoidea ingår i släktet Mimela och familjen Rutelidae. Utöver nominatformen finns också underarten M. d. sumatrana.